# Kamil Dżamałutdinow
Kamil Alijewicz Dżamałutdinow (ros. Камиль Алиевич Джамалутдинов; ur. 15 sierpnia 1979) – rosyjski bokser narodowości dargijskiej, występujący w kategoriach koguciej i piórkowej. 
W 1999 roku w Houston zdobył srebrny medal, podczas mistrzostw świata w kategorii koguciej. W 2000 roku na letnich igrzyskach olimpijskich w Sydney zdobył brązowy medal.